# Climacia negrensis
Climacia negrensis är en insektsart som beskrevs av Penny 1981. Climacia negrensis ingår i släktet Climacia och familjen svampdjurssländor. Inga underarter finns listade i Catalogue of Life.